# Tomasz Frankowski
Tomasz Frankowski, född 16 augusti 1974 i Białystok, Polen är en polsk före detta fotbollsspelare.
Tomasz Frankowski köptes av Wolverhampton Wanderers för 1,4 miljoner pund i januari 2006. Han spelar forward i polska landslaget och har gjort 10 mål på 22 matcher. 
När han inte lyckades ta en plats i laget för säsongen 2006-2007 lånades han ut till den spanska klubben CD Tenerife. När säsongen var över så ville Tenerife inte köpa honom så han återvände till Wolves.
Under försäsongsträningen 2007-08 skadade han knäet och han och klubben kom överens om att häva kontraktet den 31 augusti 2007.
Den 19 februari 2008 skrev han på ett kontrakt med Chicago Fire. Den 3 april 2008 gjorde han sina första mål för klubben när de mötte New England Revolution.

## Meriter
- Intertotocupen: 1995
- Polsk mästare: 1999, 2001, 2003, 2004, 2005
- Polska cupen: 2002, 2003, 2010
- Polska super cupen: 2001, 2010
- Poängliga: 1999, 2001, 2005, 2011